# Rainer Schwartz
Rainer Schwartz (* 14. Januar 1983) ist ein deutscher Fußball-Torwart.
Er spielte seit seiner Jugendzeit beim 1. FC Kaiserslautern und wechselte dann 2005 zum FK Pirmasens, mit dem er ein Jahr später in die drittklassige Regionalliga Süd aufstieg.
Der 1,88 m große Schwartz war dort bei Ligaspielen lediglich Ersatztorhüter, nur bei Pokalspielen war er die Nummer eins zwischen den Pfosten. Am 9. September 2006 hielt er im Elfmeterschießen des DFB-Pokalspiels gegen Werder Bremen zwei Elfmeter und war damit entscheidend am Sieg gegen den Bundesligisten und Champions-League-Teilnehmer beteiligt. Beim im Anschluss an das Spiel erfolgten Interview offenbarte er, dass er noch nie in seiner Karriere ein Elfmeterschießen verloren hat.
Schwartz wechselte in der Folgezeit zurück in den Amateurfußball. Er spielte von 2008 bis 2010 für den SV Hermersberg und von 2010 bis 2012 für den SV Edenkoben. Seit 2012 ist er für den VfL 1907 Neustadt aktiv.